# Uberto Visconti
Uberto Visconti (ou Umberto Visconti) (? - 1248) foi um nobre e senhor feudal italiano, senhor de Massino, Albizzate e Besnate. Ele é considerado o progenitor da dinastia nobre de Milão.

## Relações familiares
Foi filho de Ruggero Visconti (1130-1189) e Garizia Visconti. Casou-se com Berta Pirovano, e do seu casamento foi pai de:
Papa Gregório X (1210-1276)
Otto Visconti (1207-1295)
Azzo (ou Azzone) Visconti (?-1262), Bispo de Ventimiglia.